# Snowboard nos Jogos Olímpicos de Inverno de 2006 - Slalom gigante paralelo feminino
A competição Slalom gigante paralelo feminino de snowboard nos Jogos Olímpicos de Inverno de 2006 foi disputado no dia 23 de fevereiro.

## Medalhistas
| Ouro   | SUI Daniela Meuli  |
| Prata  | GER Amelie Kober   |
| Bronze | USA Rosey Fletcher |

## Primeira fase
| Pos. | Nome                       | Trajeto azul | Trajeto azul | Trajeto vermelho | Trajeto vermelho | Total time |
| Pos. | Nome                       | Tempo        | Pos.         | Tempo            | Pos.             | Total time |
| ---- | -------------------------- | ------------ | ------------ | ---------------- | ---------------- | ---------- |
| 1    | RUS Ekaterina Tudigescheva | 40.18s       | 2            | 40.67s           | 5                | 1:20.85    |
| 2    | USA Rosey Fletcher         | 39.30s       | 1            | 41.58s           | 9                | 1:20.88    |
| 3    | FRA Julie Pomagalski       | 41.02s       | 7            | 40.00s           | 2                | 1:21.02    |
| 4    | RUS Svetlana Boldikova     | 40.05s       | 2            | 41.27s           | 6                | 1:21.32    |
| 5    | GER Amelie Kober           | 40.31s       | 3            | 41.02s           | 5                | 1:21.33    |
| 6    | SUI Daniela Meuli          | 40.56s       | 4            | 40.80s           | 2                | 1:21.36    |
| 7    | SUI Ursula Bruhin          | 40.74s       | 6            | 40.73s           | 1                | 1:21.47    |
| 8    | AUT Doris Guenther         | 40.96s       | 5            | 40.53s           | 3                | 1:21.49    |
| 9    | JPN Tomoka Takeuchi        | 40.76s       | 7            | 40.91s           | 4                | 1:21.67    |
| 10   | AUT Heidi Krings           | 42.29s       | 12           | 39.50s           | 1                | 1:21.79    |
| 11   | AUT Doresia Krings         | 40.63s       | 3            | 41.39s           | 9                | 1:22.02    |
| 12   | NED Nicolien Sauerbreij    | 41.41s       | 10           | 40.76s           | 6                | 1:22.17    |
| 13   | ITA Isabella Dal Balcon    | 40.17s       | 1            | 42.38s           | 14               | 1:22.55    |
| 14   | FRA Isabelle Blanc         | 41.24s       | 8            | 41.43s           | 10               | 1:22.67    |
| 15   | ITA Marion Posch           | 41.43s       | 10           | 41.46s           | 7                | 1:22.89    |
| 16   | SWE Aprilia Hagglof        | 41.34s       | 9            | 41.77s           | 11               | 1:23.11    |
| 17   | POL Jagna Marczulajtis     | 40.60s       | 5            | 42.52s           | 11               | 1:23.12    |
| 18   | JPN Eri Yanetani           | 40.91s       | 4            | 42.30s           | 13               | 1:23.21    |
| 19   | ITA Corinna Boccacini      | 42.06s       | 11           | 41.34s           | 8                | 1:23.40    |
| 20   | CAN Alexa Loo              | 42.94s       | 14           | 40.57s           | 4                | 1:23.51    |
| 21   | RUS Olga Golovanova        | 41.74s       | 11           | 41.85s           | 10               | 1:23.59    |
| 22   | USA Michelle Gorgone       | 43.59s       | 14           | 40.84s           | 3                | 1:24.43    |
| 23   | CZE Petra Elsterova        | 40.98s       | 6            | 43.83s           | 15               | 1:24.81    |
| 24   | FIN Niina Sarias           | 42.73s       | 13           | 42.23s           | 12               | 1:24.96    |
| 25   | BUL Alexandra Jekova       | 43.49s       | 13           | 41.52s           | 8                | 1:25.01    |
| 26   | ITA Carmen Ranigler        | 41.03s       | 9            | 44.20s           | 13               | 1:25.23    |
| 27   | POL Blanka Isielonis       | 42.86s       | 12           | 43.01s           | 12               | 1:25.87    |
| 28   | AUT Manuela Riegler        | 50.47s       | 15           | 41.25s           | 7                | 1:31.72    |
| 29   | AUS Johanna Shaw           | 53.76s       | 15           | 45.10s           | 14               | 1:38.86    |

## Fase final
| 2ª fase | 2ª fase                    | 2ª fase |  |  | Quartas-de-finais | Quartas-de-finais          | Quartas-de-finais |  |  | Semifinais | Semifinais         | Semifinais |  |                | Final          | Final              | Final  |
|         |                            |         |  |  |                   |                            |                   |  |  |            |                    |            |  |                |                |                    |        |
| 1       | RUS Ekaterina Tudigescheva | -       |  |  |                   |                            |                   |  |  |            |                    |            |  |                |                |                    |        |
| 16      | SWE Aprilia Hagglof        | +1.13   |  |  | 1                 | RUS Ekaterina Tudigescheva | +0.66             |  |  |            |                    |            |  |                |                |                    |        |
| 8       | AUT Doris Guenther         | -       |  |  | 8                 | AUT Doris Guenther         | -                 |  |  |            |                    |            |  |                |                |                    |        |
| 9       | JPN Tomoka Takeuchi        | +0.24   |  |  |                   |                            |                   |  |  | 8          | AUT Doris Guenther | +3.76      |  |                |                |                    |        |
| 5       | SUI Gilles Jaquet          | -       |  |  |                   |                            |                   |  |  | 5          | GER Amelie Kober   | -          |  |                |                |                    |        |
| 12      | ITA Roland Fischnaller     | +0.03   |  |  | 5                 | GER Amelie Kober           | -                 |  |  |            |                    |            |  |                |                |                    |        |
| 4       | RUS Svetlana Boldikova     | +0.54   |  |  | 4                 | RUS Svetlana Boldikova     | +0.07             |  |  |            |                    |            |  |                |                |                    |        |
| 13      | ITA Isabella Dal Balcon    | +18.13  |  |  |                   |                            |                   |  |  |            |                    |            |  |                | 5              | GER Amelie Kober   | +15.97 |
| 3       | FRA Julie Pomagalski       | -       |  |  |                   |                            |                   |  |  |            |                    |            |  |                | 6              | SUI Daniela Meuli  | -      |
| 14      | FRA Isabelle Blanc         | +1.77   |  |  | 3                 | FRA Julie Pomagalski       | -                 |  |  |            |                    |            |  |                |                |                    |        |
| 6       | SUI Daniela Meuli          | -       |  |  | 6                 | SUI Daniela Meuli          | +1.43             |  |  |            |                    |            |  |                |                |                    |        |
| 11      | AUT Doresia Krings         | +1.00   |  |  |                   |                            |                   |  |  | 6          | AUT Daniela Meuli  | -          |  |                |                |                    |        |
| 7       | SUI Ursula Bruhin          | -       |  |  |                   |                            |                   |  |  | 2          | USA Rosey Fletcher | +3.70      |  |                |                |                    |        |
| 10      | AUT Heidi Krings           | +2.06   |  |  | 7                 | SUI Ursula Bruhin          | +0.15             |  |  |            |                    |            |  | Terceiro lugar | Terceiro lugar | Terceiro lugar     |        |
| 2       | USA Rosey Fletcher         | -       |  |  | 2                 | USA Rosey Fletcher         | -                 |  |  |            |                    |            |  |                | 8              | AUT Doris Guenther | +0.69  |
| 15      | ITA Marion Posch           | +0.96   |  |  |                   |                            |                   |  |  |            |                    |            |  |                | 2              | USA Rosey Fletcher | -      |

## Disputa de 5º-8º
|  | Disputa de 5º-8º |                            |                  |  |   |                   |                            |                  |
|  | 1                | RUS Ekaterina Tudigescheva | -                |  |   |                   |                            |                  |
|  | 4                | RUS Svetlana Boldikova     | +3.69            |  |   | Disputa de 5º-6º  | Disputa de 5º-6º           | Disputa de 5º-6º |
|  |                  |                            |                  |  |   | 4                 | RUS Svetlana Boldikova     | +1.74            |
|  | Disputa de 5º-8º | Disputa de 5º-8º           | Disputa de 5º-8º |  | 7 | SUI Ursula Bruhin | -                          |                  |
|  | 3                | FRA Julie Pomagalski       | -                |  |   |                   |                            |                  |
|  | 7                | SUI Ursula Bruhin          | +4.76            |  |   | Disputa de 7º-8º  | Disputa de 7º-8º           | Disputa de 7º-8º |
|  |                  |                            |                  |  |   | 1                 | RUS Ekaterina Tudigescheva | -                |
|  |                  |                            |                  |  |   | 3                 | FRA Julie Pomagalski       | +1.04            |

Legenda
| Recorde mundial      | Recorde mundial (World record)               |                       | Recorde africano                      | Recorde africano (African) |                                           | Q | Classificado por posição (Qualified) |
| Recorde olímpico     | Recorde olímpico (Olympic record)            | Recorde da América    | Recorde da América (Americas)         | q                          | Classificado por melhor tempo (Qualified) |   |                                      |
| Melhor marca do ano  | Melhor marca do ano (World leading)          | Recorde asiático      | Recorde asiático (Asian)              | DNS                        | Não largou (Did not start)                |   |                                      |
| Recorde nacional     | Recorde nacional (National record)           | Recorde europeu       | Recorde europeu (European)            | DNF                        | Não terminou (Did not finish)             |   |                                      |
| Recorde pessoal      | Recorde pessoal do atleta (Personal best)    | Recorde da Oceania    | Recorde da Oceania (Oceania)          | DSQ / DQ                   | Desclassificado (Disqualified)            |   |                                      |
| Recorde da temporada | Recorde da temporada do atleta (Season best) | Recorde sul-americano | Recorde sul-americano (South America) | NM                         | Sem marca (No mark)                       |   |                                      |